# 日原渡船
日原渡船（ひわらとせん）は、愛知県愛西市と岐阜県海津市を結んでいた木曽川、長良川の渡し舟である。2011年（平成23年）3月31日をもって廃止となった。
正式には、木曽川側が「愛知県営日原渡船場」、長良川側が「岐阜県営日原渡船場」という。愛知県営日原渡船場の別名は「塩田の渡し」。

## 概況
愛知県愛西市塩田町と岐阜県海津市海津町日原を結ぶ木曽川、長良川の渡し舟である。
木曽川と長良川は締切堤で締め切られている為、木曽川、長良川と別々の船で運航されていた。
木曽川は愛知県愛西市塩田町の住民、長良川は岐阜県海津市海津町日原の住民による交代制で委託運航されていた。
1970年（昭和45年）頃より船外機のある船が使用されていた。
この渡しは愛知県道120号・岐阜県道117号津島海津線の一部を構成することから、運営費は愛知県と岐阜県が負担しており、運賃は無料であった。
長良川側の渡船は、下流の森下渡船と船舶を共用している関係で、2日前までに海津市役所に予約が必要だった。

## 廃止へ
岐阜県側の渡船は利用者が年間数十人程度まで減少していたこと、また船頭の確保が困難となったこともあって、2011年（平成23年）3月31日をもって廃止となり、それを受ける形で愛知県側の渡船も同日に廃止された。

## 隣の橋

### 木曽川
（下流） 立田大橋　 - 葛木渡船（日原渡船と同時に廃止） - 日原渡船 - 東海大橋 -　馬飼頭首工　- 中野の渡し （上流）

### 長良川
（下流） 揖斐長良川橋（東名阪自動車道） - 揖斐長良川水管橋　-　長良川大橋 -　森下渡船（日原渡船と同時に廃止）  -　日原渡船  - 東海大橋 - 南濃大橋 （上流）